# Aicoarencoa
Aicoarencoa  ist ein osttimoresisches Dorf im Suco Aissirimou (Verwaltungsamt Aileu, Gemeinde Aileu).

## Geographie
Aicoarencoa befindet sich am südlichsten Punkt der Aldeia Bessilau. Östlich und südlich verläuft der Rureda, ein Nebenfluss des Nördlichen Laclós. Durch Aicoarencoa verläuft ein kleiner Zufluss des Ruredas. Eine kleine Straße führt, quer durch die gesamte Aldeia, zur Nordgrenze des Sucos Aissirimou, wo die Überlandstraße verläuft, die von der Gemeindehauptstadt Aileu zur Landeshauptstadt Dili führt. Westlich von Aicoarencoa verläuft die Grenze zur Aldeia Bercati. Direkt dahinter befindet sich die Grundschule von Aicoarencoa.